# Vritomártis (La Canée)
Vritomártis (grec moderne : Βριτομάρτις) est une localité située dans le dème de Sfakiá, dans le district régional de La Canée, dans la periphérie de Crète, en Grèce.
Selon le recensement de 2011, elle compte 0 habitants.